# Malacosoma
Malacosoma és un gènere de lepidòpters ditrisis de la família dels lasiocàmpids (Lasiocampidae).

## Taxonomia
- Malacosoma alpicolum (Staudinger, 1870)
- Malacosoma americanum (Fabricius, 1793)
- Malacosoma californicum (Packard, 1864)
- Malacosoma castrense (Linnaeus, 1758)
- Malacosoma constrictum (H. Edwards, 1874)
- Malacosoma disstria (Hübner, [1820])
- Malacosoma franconicum (Denis & Schiffermüller, 1775)
- Malacosoma incurva (H. Edwards, 1882)
- Malacosoma laurae (Lajonquuière, 1977)
- Malacosoma luteum (Oberthür, 1878)
- Malacosoma neustria (Linnaeus, 1758)
- Malacosoma parallellum (Staudinger, 1887)
- Malacosoma primum (Staudinger, 1887)
- Malacosoma tigris (Dyar, 1902)

## Galeria

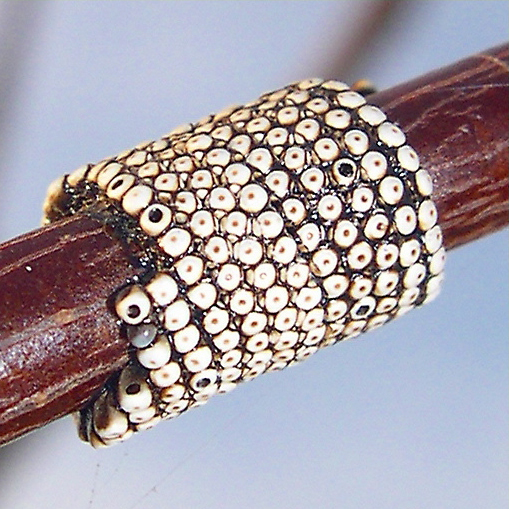
Malacosoma neustria ous
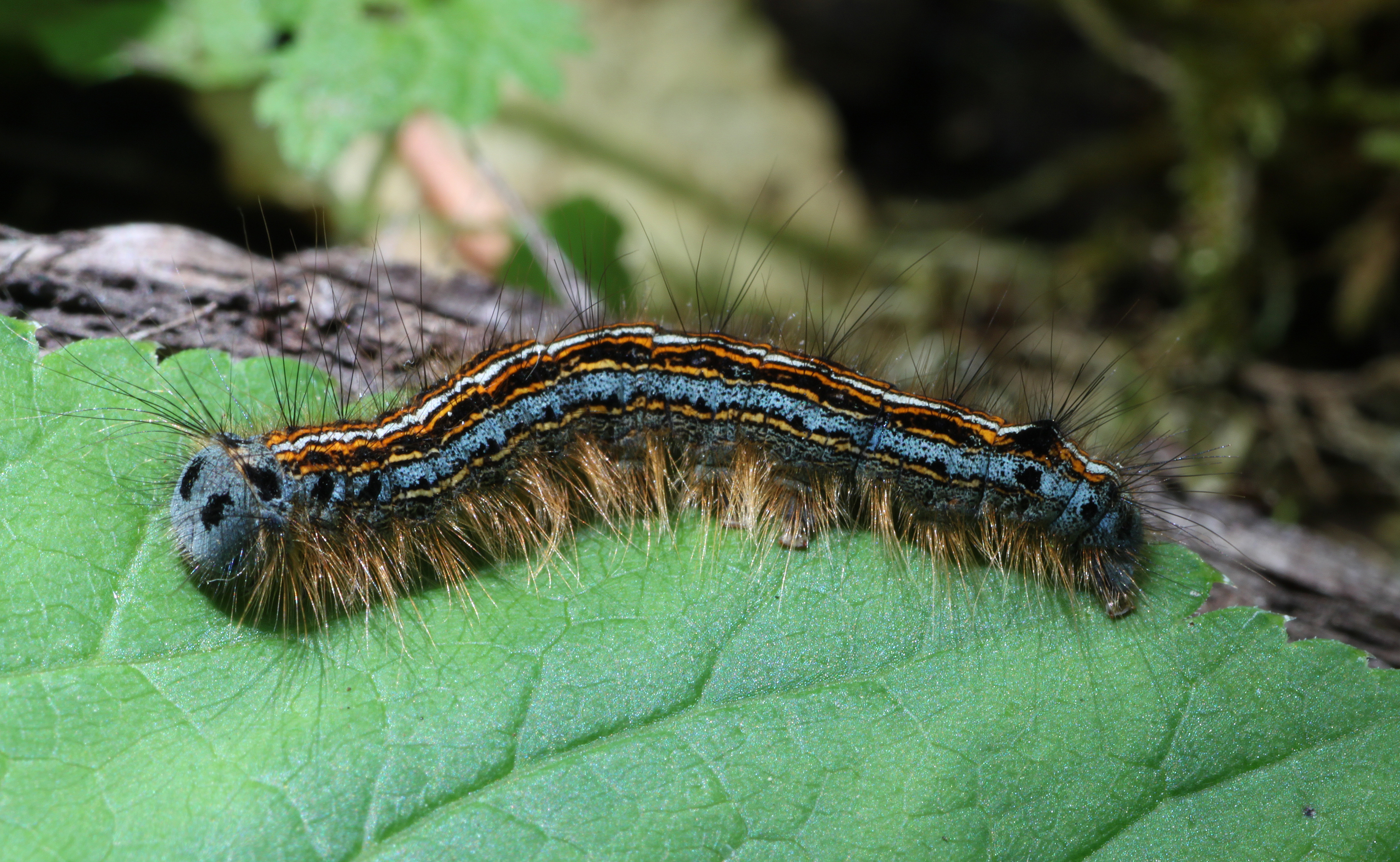
Malacosoma neustria larva
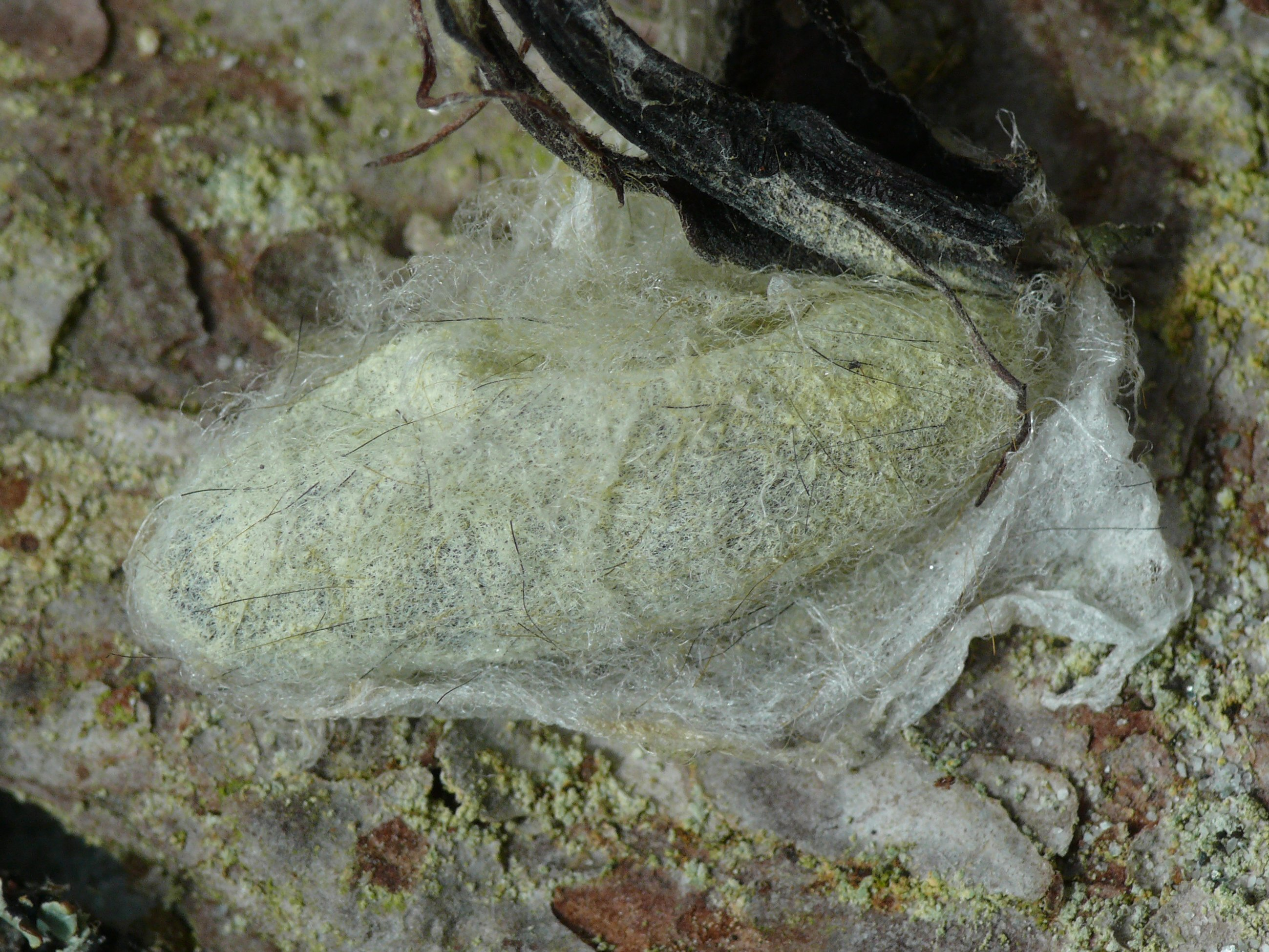
Malacosoma neustria pupa
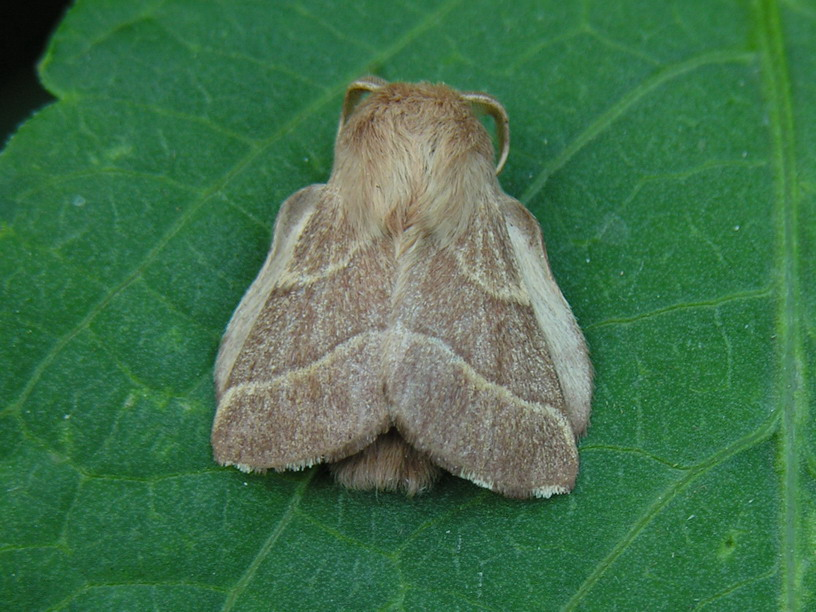
Malacosoma neustria
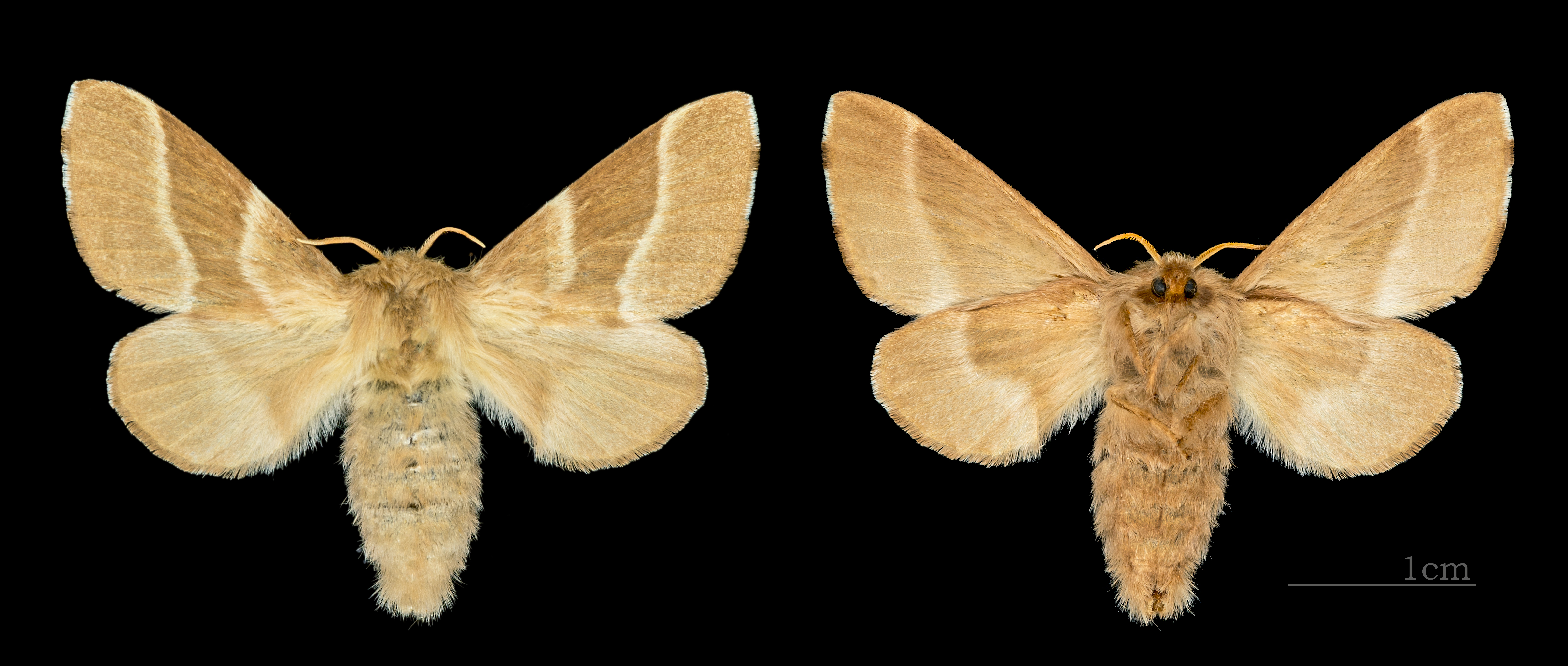
Malacosoma neustria femella